# Jerzy Palemon Gimbutt
Jerzy Palemon Gimbutt herbu własnego – stolnik starodubowski od 1697 roku.
Był elektorem Augusta II Mocnego z powiatu starodubowskiego w 1697 roku.